# عثمان السعيدي
عثمان السعيدي (بالإنجليزية: Othman Saidi)‏ (مواليد 9 يوليو 1992 في تونس لاعب كرة قدم تونسي يجيد اللعب في خط الهجوم في نادي طويق السعودي.

## روابط خارجية
- عثمان السعيدي على موقع قاعدة بيانات كرة القدم.إي يو (الإنجليزية)
- عثمان السعيدي على موقع Soccerway.com (الإنجليزية)
- عثمان السعيدي على موقع عالم كرة القدم.نت (الإنجليزية)